# 英仙座V423
英仙座V423，又名BD+34 610，HD 20210、SAO 56296、HR 976，是英仙座的一颗恒星，视星等为6.25，位于銀經153.87，銀緯-19.35，其B1900.0坐标为赤經3h 9m 45.6s，赤緯+34° -19.35′ 7″。